# Rafael Madero
Pas d'image ? Cliquez ici

a Compétitions nationales et continentales officielles uniquement.

b Matchs officiels uniquement.
Dernière mise à jour le 25 janvier 2012.
Rafael M. Madero, né le 16 juillet 1958 à Buenos Aires, est un joueur de rugby à XV argentin évoluant au poste de centre, de demi d'ouverture ou d'arrière.

## Biographie
Rafael Madero joue en club avec San Isidro. Il connaît 36 sélections internationales en équipe d'Argentine, il fait ses débuts  le 14 octobre 1978 contre le XV anglais ; c'est une sélection non officielle : la réputation de l'Argentine n'est pas établie et l'équipe d'Angleterre ou la Nouvelle-Zélande ne proposent pas d'équipe première comme opposition. Sa première cape officielle a donc lieu le 24 octobre 1978 contre l'équipe d'Italie. Sa dernière apparition avec les Pumas a lieu le 4 août 1990 contre l'équipe d'Angleterre. À ce moment-là, les Pumas sont respectés. Ils ont par exemple obtenu une victoire contre les Wallabies 24-13 en 1979 où Rafael Madero inscrit les deux essais et Hugo Porta tous les autres points.

## Statistiques en équipe nationale
- 33 sélections (+3 non officielles) en équipe d'Argentine
- 13 points (2 essais, 1 transformation, 1 drop)
- Nombre de sélections par année : 2 en 1978, 4 en 1979, 2 en 1980, 3 en 1981, 3 en 1982, 2 en 1983, 2 en 1985, 2 en 1986, 8 en 1987, 3 en 1988, 3 en 1989, 2 en 1990
- Participation à la Coupe du monde de rugby 1987 : 2 matchs comme titulaire.